# Christlichsoziale Partei Obwalden
Die Christlichsoziale Partei Obwalden (CSP Obwalden) ist eine politische Partei im schweizerischen Kanton Obwalden.

## Geschichte
Seit den 1930er- und 1940er-Jahren existierten im Kanton Obwalden christliche Gewerkschaften und Arbeiterverbände. Im Jahr 1956 gründeten Personen aus diesen Kreisen eine eigenständige politische Partei, die sich stärker als die bestehende Katholisch-Konservative Partei um die Anliegen der Arbeitnehmer kümmerte. Sie gehörte zur christlichsozialen Parteiengruppe innerhalb der damaligen Schweizerischen Konservativen Volkspartei (heute Christlichdemokratische Volkspartei, CVP). Die CSP und die Konservative Partei (später CVP Obwalden) bildeten auch nach der Gründung der CSP eine gemeinsame Fraktion im Obwaldner Kantonsrat.
Im Jahr 1960 wurde erstmals ein Vertreter der CSP in den Obwaldner Regierungsrat gewählt. Nachdem die CSP im Jahr 1982 einen eigenständigen Wahlkampf geführt hatte, kündigte die CVP die Fraktionsgemeinschaft, seither bildet die CSP eine eigene Kantonsratsfraktion. Im Jahr 2002 trat die CSP Obwalden aus der CVP Schweiz aus, hauptsächlich aufgrund der Spannungen mit der Obwaldner CVP. Die CSP Obwalden kündigte damals an, sich auf die kantonale Politik zu konzentrieren. Von 2005 bis 2010 hatte die CSP Obwalden Beobachterstatus bei der selbständigen links-christlichen Christlich-sozialen Partei der Schweiz. 
Seit 2010 ist die Obwaldner CSP mit keiner schweizerischen Partei organisatorisch verbunden. Von 2011 bis 2019 war mit Karl Vogler erstmals ein Mitglied der Obwaldner CSP in den Schweizer Nationalrat gewählt; er gehörte der CVP/EVP-Fraktion an.

## Vertretung in politischen Gremien
Die CSP Obwalden stellt in der Amtsperiode 2018–2022 acht Kantonsräte sowie seit 2018 den Regierungsrat Christian Schäli. Seit 1964 gehört der jeweilige Vorsteher des Obwaldner Bildungs- und Kulturdepartements (vormals Erziehungsdepartements) ununterbrochen der CSP an.

## Ergebnisse der Kantonsratswahlen
| Jahr | Sitze |
| ---- | ----- |
| 1970 | 6     |
| 1974 | 8     |
| 1978 | 7     |
| 1982 | 7     |
| 1986 | 8     |
| 1990 | 7     |
| 1994 | 10    |
| 1998 | 10    |
| 2002 | 8     |
| 2006 | 10    |
| 2010 | 8     |
| 2014 | 7     |
| 2018 | 8     |
| 2022 | 4     |